# Batalha do Campo de Jarmuque (2015)
A Batalha do Campo de Jarmuque é uma batalha que começou em abril de 2015, durante a Guerra Civil Síria, quando o Estado Islâmico do Iraque e do Levante invadiu o Campo de refugiados ocupado pelos rebeldes. O acampamento é um distrito de Damasco que abriga a maior comunidade de palestinianos refugiados na Síria.

## Contexto
Em 17 de dezembro de 2012, o Exército Livre Sírio (ELS) e o Hamas assumiram o controle do acampamento. Depois de intensos combates subsequente, o ELS e o Exército sírio concordaram em deixar o campo como uma zona neutra, desmilitarizada, mas o acampamento permaneceu sitiado e confrontos esporádicos continuaram. Forças do governo sírio cercaram Yarmouk por dois anos, e, como resultado, cerca de 200 pessoas foram acreditava ter morrido de fome em 2014.

## Batalha

### Ofensiva do EI
Em 1 de abril, o Estado Islâmico entrou no Campo de Refugiados do distrito de Hajar Al-Aswad, mas foram expulsos no dia seguinte por rebeldes sírios e palestinianos. No entanto, o EI reentrou no campo no dia 4 de Abril e assumiu o controle de 90% do mesmo. Recrutas locais estavam entre as forças do EI de ter se juntou aos militantes devido à raiva pela fome causada pelo governo sírio e não gostarem de alguns dos grupos rebeldes que controlavam Yarmouk "por jogar política com o regime, em vez de confrontá-la."
Em 5 de abril, Jaysh al-Islam reivindicou que seus combatentes foi recusado o acesso ao acampamento de al-Nusra Frente e que al-Nusra permitido o EI para entrar no campo, o que levou a algumas deserções da primeira parte. Um comandante do Aknaf Bait al-Maqdis foi morto durante confrontos com ISIL.
Em 6 de abril, foi relatado que cerca de 2.000 pessoas foram retiradas do campo desde o ataque do EI. No mesmo dia, os grupos palestinos pró-governo liderada pelo Exército de Libertação da Palestina, a FPLP, PFLP-GC e Fatah al-Intifada lançou um ataque contra o EI. Eles teriam capturado a Rua Marrocos, Rua Al-Ja'ounah e o Cemitério dos Mártires e disse ter matado 36 militantes do EI e controlada de 40% do campo de Yarmouk.
Em 7 de abril, os combates tinham cessado, com EI no controle de 95% do acampamento.

### Contra Ataque
Em 12 de abril, Jaysh al-Islam e as forças aliadas lançaram um contra-ataque no distrito de Hajar al-Aswad.  e supostamente avançado. Jaysh al-Islam também recapturou a rua Al-Zein no acampamento do EI, durante uma operação nocturna.
Até 16 de abril de EI e al Nusra ainda estavam segurando 80% do Campo, após confrontos com Aknaf Bait al-Maqdis e outros rebeldes. Dois dias depois, os combates entre os rebeldes e EI expandido para os bairros de al-Qaboun e Barzah. Os rebeldes capturaram 9 militantes do EI e mataram outras 12 pessoas.
Em 19 de abril, um ativista relatou que EI estava planejando deixar o acampamento, embora ainda não o tinham feito. Ele também revelou que a maioria dos combatentes da Al-Nusra em Yarmouk havia desertado para EI, e que os dois grupos foram colaborando estreitamente na área. Até então, o Hamas tinha sido dissolvido na Síria e se juntado às forças do Governo sírio. Até 20 de abril, o ataque do EI nos dois distritos tinham sido repelidos.

## Consequências
Após a retirada dos EI dos distritos de al-Qaboun e Barzah, a ONU continuou tentando trazer ajuda humanitária em Yarmouk. No entanto, o acampamento permanecia isolado, e os trabalhadores humanitários só foram capazes de entregar suprimentos para as comunidades fora de Yarmouk. O controle EI acabou por ser reduzido a 40% da área, com outros 20% sendo contestada. Enquanto isso, as negociações continuaram para fazer o acampamento de Yarmouk uma região neutra, com planos para a expulsão de todos os pistoleiros da região.
Os combates entre EI e as forças governamentais continuaram no campo em final de maio. Em 8 de Junho de 2015, as milícias palestinas em Yarmouk alegadamente expulsou o EI a partir da área de Damasco.

## Reações estrangeiras
- Egito - O Ministério das Relações Exteriores egípcio também condenou o ataque do EI e pediu "o fim imediato dos combates, a fim de preservar as vidas de civis ... e reitera a solidariedade do Egito com os nossas fraternais pessoas palestinianas." [24]
- Estados Unidos - A porta-vez do Departamento de Estado Marie Harf condenou o ataque do EI no campo de refugiados de Jarmuque[25].
- Nações Unidas - O Conselho de Segurança da ONU exigiu o acesso da ajuda humanitária para o campo "para a proteção de civis". [26]